# Schmidtiana violaceothoracica
Schmidtiana violaceothoracica es una especie de escarabajo longicornio del género Schmidtiana. Fue descrita científicamente por Gressitt & Rondon en 1970.
Se distribuye por Laos. También se ha registrado en Vietnam y Borneo. Mide 38 milímetros de longitud.